# اوئه‌سوگی هارونوری

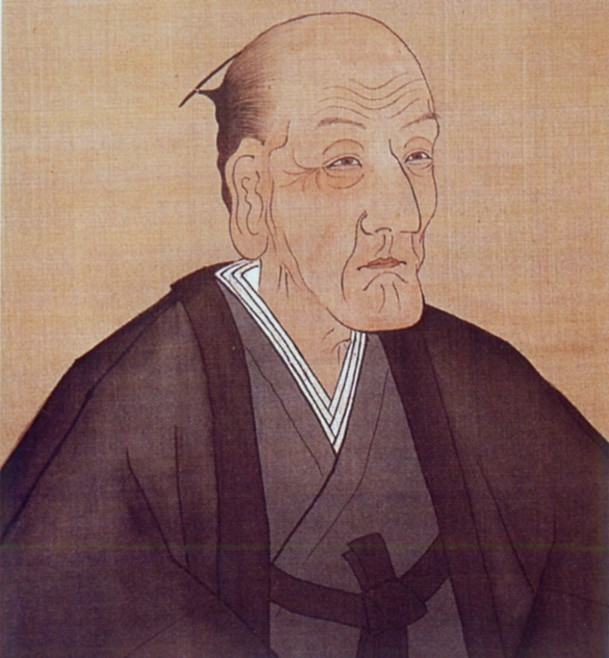
اوئه‌سوگی هارونوری

اوئه‌سوگی هارونوری (به ژاپنی: 上杉 治憲 Uesugi Harunori) یا اوئه‌سوگی یوزان (به ژاپنی: 上杉 鷹山 うえすぎ ようざん) متولد ۹ سپتامبر ۱۷۵۱، مرگ ۲ آوریل ۱۸۲۲ میلادی، نهمین دایمیو‌ی قلمروی یونِه‌زاوا (یونه‌زاوا، یاماگاتا و اوکیتاوای کنونی) بود.

او به عتوان عنوان حاکمی نادر و خردمند شناخته می‌شود، از او نقل‌قول می‌شود که 
 «اگر تلاش کنی، انجام می‌شود. اگر تلاش نکنی، انجام نمی‌شود. اگر کاری انجام نمی‌شود، به این دلیل است که مردم آن را انجام نمی‌دهند.»